# Philipp von Baumbach

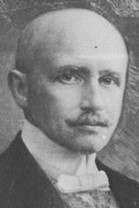
Philipp v. Baumbach

Philipp von Baumbach (* 14. Dezember 1860 in Kassel; † 19. September 1911 in Breslau) war ein deutscher Verwaltungsjurist.

## Leben
Der Protestant Philipp von Baumbach entstammte hessischem Adel. Er war ein Sohn des Kammerdirektors August von Baumbach zu Amönau (1821–1877) und dessen Ehefrau Elisabeth geb. Stemmler (1834–1916). Nach dem Besuch einer Schule in Bückeburg studierte er ab 1879 an der Philipps-Universität Marburg Rechtswissenschaft. Am 16. Dezember 1880 wurde er im Corps Hasso-Nassovia recipiert.
Im Anschluss wurde er ab dem 8. April 1884 Gerichtsreferendar beim Oberlandesgericht Kassel und ab dem 22. April 1886 Regierungsreferendar bei der Bezirksregierung Kassel. Ab dem 26. Oktober 1889 war er nachfolgend als Regierungsassessor in Danzig tätig, bevor er am 1. Juli 1894 zum kommissarischen Landrat im Landkreis Gelnhausen ernannt wurde. Nach der definitiven Ernennung am 1. Januar 1895 blieb er bis 1902 Landrat dieses Kreises. Ab 1903 war er als sog. „Hilfsarbeiter“ im Reichsfinanzministerium in Berlin tätig, wo er am 29. März 1903 zum Geheimen Finanz- und Vortragenden Rat ernannt wurde. Nach der Charakterisierung als Geheimer Oberfinanzrat am 29. April 1907 wurde er ab dem 15. August 1908 Regierungspräsident im Regierungsbezirk Osnabrück, sowie zwischen dem 2. Februar 1909 und September 1911 auch Regierungspräsident im Regierungsbezirk Breslau. Baumbach starb am 19. September 1911 in Folge einer septischen Tonsillitis an seinem letzten Wirkungsort Breslau.

## Politik
Von 1899 bis 1903 war Baumbach Mitglied des Kurhessischen Kommunallandtags für den preußischen Regierungsbezirk Kassel bzw. des Provinziallandtages der Provinz Hessen-Nassau für den Kreis Gelnhausen. Dort war er von 1899 bis 1902 Mitglied im Legitimationsprüfungsausschuss sowie ab 1899 Mitglied des Landesausschusses.

## Familie
Philipp von Baumbach heiratete am 13. Juni 1894 in Wittenburg Clara von Laffert (* 7. Januar 1876 in Dannenbüttel; † 24. April 1937 in Berlin), Tochter des August von Laffert und dessen Ehefrau Antoinette, geborene Stein. Aus der Ehe gingen drei Kinder hervor; Hildegard von Baumbach, verheiratete Schack, Buchhändlerin; Reinfried von Baumbach, Landrat und Obervorsteher des ritterschaftlichen Stifts Kaufungen, und Norbert von Baumbach, Kapitän zur See, Nachrichtenoffizier und Marineattaché in Moskau.

## Ehrungen
- Ehrenbürger von Bad Orb[1]
- Ehrenbürger von Gelnhausen[1]